# 野田川フォレストパーク

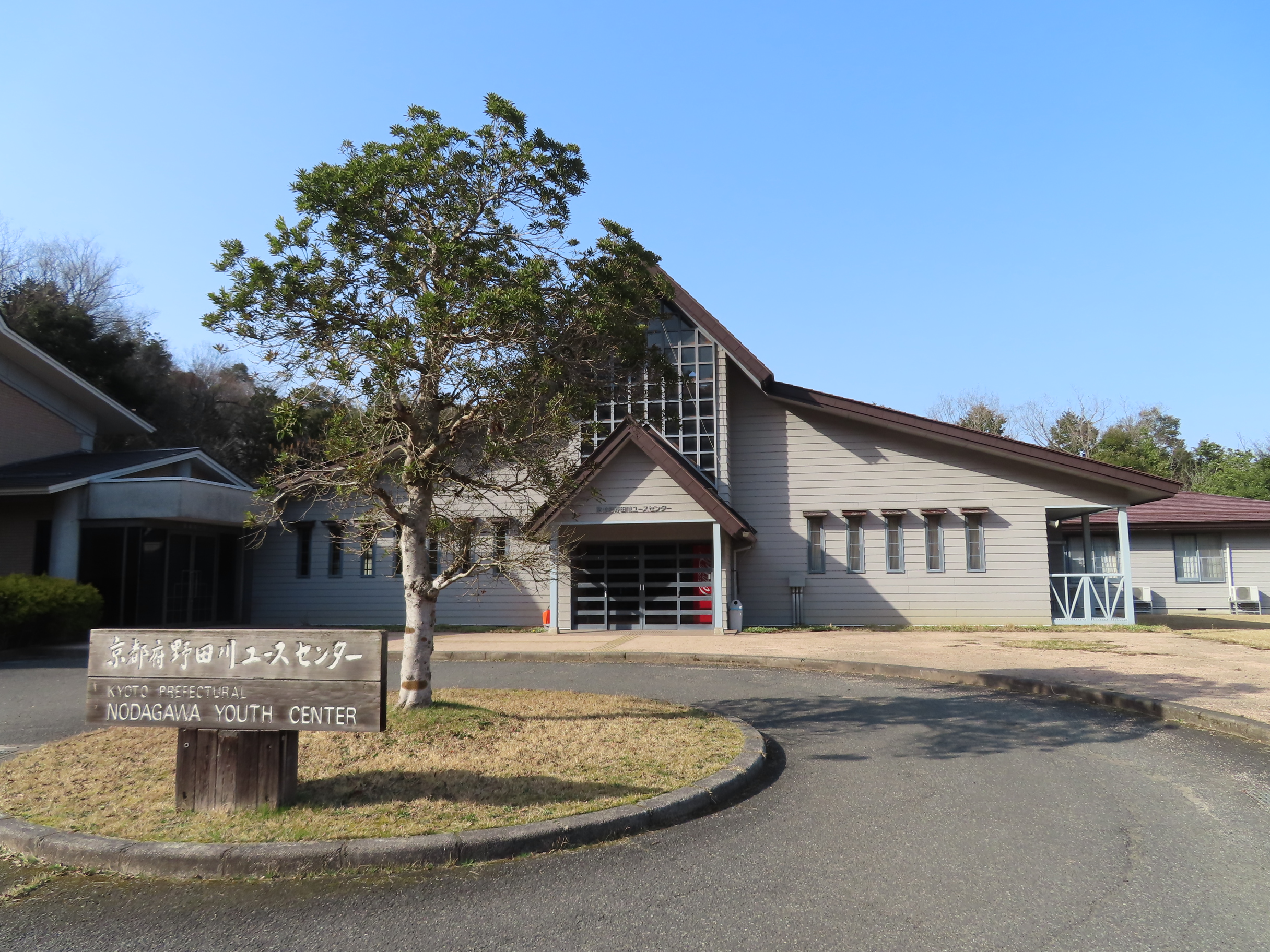
野田川ユースセンター

野田川フォレストパーク（のだがわフォレストパーク）は、京都府与謝郡与謝野町（旧野田川町）三河内にある森林公園。山の斜面を利用し自然林を活かして整備された自然公園である。宿泊・研修施設がある。財団法人コミュニティ野田川が管理運営している。
京都府が設置した「京都府野田川ユースセンター」についてもここで述べる。

## 施設
公園管理施設
- 森林公園管理センター（案内所、研修室、会議室、休憩所）
- 駐車場

有料施設
- 屋内交流施設
- グラウンド・ゴルフ場（8ホール×2面）
  - バーベキューセットの貸し出し

無料施設
- エントランス広場
- ちびっこ広場（ローラースライダー（45m）、アドベンチャートリム、ブランコ、幼児用滑り台など）
- ふれあい広場
- 見晴らし台
- 想い出の丘
- 四季の丘
- 古墳の丘
- 園内散歩道

宿泊施設「京都府野田川ユースセンター」
約50名が宿泊できる施設
- 宿泊室（洋室4室、和室4室）
- 研修室（和室）
- 食堂
- ラウンジ
- 浴室
- 音楽ホール（約100人収容可能）

## アクセス
- 北緯35度31分30.6秒 東経135度5分24.1秒 / 北緯35.525167度 東経135.090028度
- 〒629-2313 京都府与謝郡野田川町三河内48-1
  - 京都縦貫自動車道宮津天橋立ICから国道178号で約30分
  - 舞鶴若狭自動車道福知山ICから国道9号・国道175号・国道176号を経由し約1時間

## 沿革
- 1991年（平成3年）：京都府野田川ユースセンターが完成